# Lockyer Valley Region
Koordinaten: 27° 33′ S, 152° 16′ O

Die Lockyer Valley Region ist ein lokales Verwaltungsgebiet (LGA) im australischen Bundesstaat Queensland. Das Gebiet, das im Lockyer Valley liegt, ist 2.269 km² groß und hat 41.101 Einwohner (Stand: 2021). 2016 betrug die Einwohnerzahl etwa 39.000.

## Geografie
Die Region liegt im Südosten des Staats etwa 75 km südwestlich der Hauptstadt Brisbane und grenzt im Osten an Ipswich City.
Verwaltungssitz der LGA ist Gatton mit etwa 6300 Einwohnern. Zur Region gehören folgende Stadtteile und Ortschaften: Adare, Ballard, Black Duck Creek, Blanchview, Blenheim, Brightview, Buaraba South, Caffey, Carpendale, Churchable, College View, Crowley Vale, Derrymore, East Haldon, Egypt, Fifteen Mile, Flagstone Creek, Fordsdale, Forest Hill, Gatton, Glen Cairn, Glenore Grove, Grantham, Hatton Vale, Helidon, Helidon Spa, Ingoldsby, Iredale, Junction View, Kensington Grove, Kentville, Laidley, Laidley Creek West, Laidley Heights, Laidley North, Laidley South, Lake Clarendon, Lawes, Lefthand Branch, Lilydale, Lockrose, Lockyer, Lockyer Waters, Lower Tenthill, Lynford, Ma Ma Creek, Morton Vale, Mount Berryman, Mount Sylvia, Mount Whitestone, Mulgowie, Murphys Creek, Placid Hills, Plainland, Postmans Ridge, Preston, Regency Downs, Ringwood, Rockmount, Rockside, Ropeley, Seventeen Mile, Silver Ridge, Spring Creek, Stockyard, Summerholm, Thornton, Townson, Upper Flagstone, Upper Lockyer, Upper Tenthill, Veradilla, Vinegar Hill, West Haldon, White Mountain, Winwill, Withcott, Woodbine und Woodlands.

## Geschichte
Die heutige Lockyer Valley Region entstand 2008 aus den beiden Shires Gatton und Laidley. Benannt ist sie nach dem Entdeckungsreisenden Edmund Lockyer, der 1825 ins Gebiet des Lockyer Valley kam.

## Verwaltung
Der Lockyer Valley Regional Council hat sieben Mitglieder. Der Mayor (Bürgermeister) und sechs weitere Councillor werden von allen Bewohnern der Region gewählt. Die LGA ist nicht in Wahlbezirke unterteilt.